# Jean Geoffroy Conrath
Pour les articles homonymes, voir Conrath.
Jean Geoffroy Conrath, né le 11 juin 1824 à Strasbourg et mort le 25 juillet 1892 dans la même ville, est un architecte et urbaniste français puis allemand. Formé à l'École des beaux-arts de Paris, il fut l'architecte municipal de Strasbourg de 1854 à 1886. On lui doit de nombreux édifices publics, notamment des écoles, ainsi que le plan d'extension de la ville (Neustadt).
Une rue de Strasbourg porte son nom.

## Biographie
Jean Geoffroy Conrath est né le 11 juin 1824 à Strasbourg. Il est le fils du cordonnier Jean-Frédéric Conrath et de Salomé Dorothée Berg. À dix-neuf ans, en 1843, il est employé au bureau des travaux de la ville. Son travail semble avoir donné plus que satisfaction, car il est envoyé en 1845 à l’École des Beaux-Arts de Paris, où il reste jusqu’en 1845 et suit les cours du néo-classiciste Hippolyte Lebas, également maître de Charles Garnier et Henri Labrouste.
En 1849, Conrath est de retour à Strasbourg, où il est nommé le 5 janvier adjoint de Félix Fries, l’architecte de la ville, auquel il succède en 1854. Ses principales réalisations à ce poste avant 1870 sont les ponts Saint-Guillaume et Saint-Étienne, la réfection des Ponts couverts, les écoles Saint-Guillaume et Sainte-Madeleine, la faculté de de Médecine, le quai Saint-Nicolas, les Abattoirs (1860) et l’église catholique Saint-Pierre-le-Vieux (1867). Le rattachement de l’Alsace à l’Empire allemand en 1871 ne remet pas en cause sa carrière et il est maintenu à son poste par la nouvelle administration.
Ses premiers travaux consistent à reconstruire la ville ravagée par le bombardement de 1870, il restaure ou reconstruit ainsi notamment la préfecture (1877), le théâtre (1871) et l’Aubette (1877). Dans un second temps, il est chargé de l’agrandissement de la ville et, outre la construction d’écoles et d’églises dans les banlieues, il conçoit notamment le projet de la Neustadt, qui commence à être mis en œuvre à partir de 1880.
Conrath prend sa retraite le 1er juillet 1886 et meurt de maladie six ans plus tard, le 25 juillet 1892.

## Œuvres principales
L’œuvre la plus notable de Jean Geoffroy Conrath est le plan d’ensemble de la Neustadt, une grande extension de la ville de Strasbourg. Il a par ailleurs réalisé au long de sa carrière de nombreux bâtiments, tous situés à Strasbourg ou dans sa banlieue.

### Églises
- église catholique Saint-Pierre-le-Vieux
- Église protestante de la Robertsau
- Église Saint-Louis de la Robertsau
- Église protestante de Neudorf (disparue)
- Église Saint-Aloyse de Strasbourg

### Écoles
- École Saint-Guillaume
- École Schœpflin
- École de Kœnigshoffen
- Faculté de médecine de Strasbourg

### Bâtiments administratifs
- Bezirkpräsidium  (qui héberge par la suite l’École nationale du génie de l'eau et de l'environnement de Strasbourg)

## Galerie

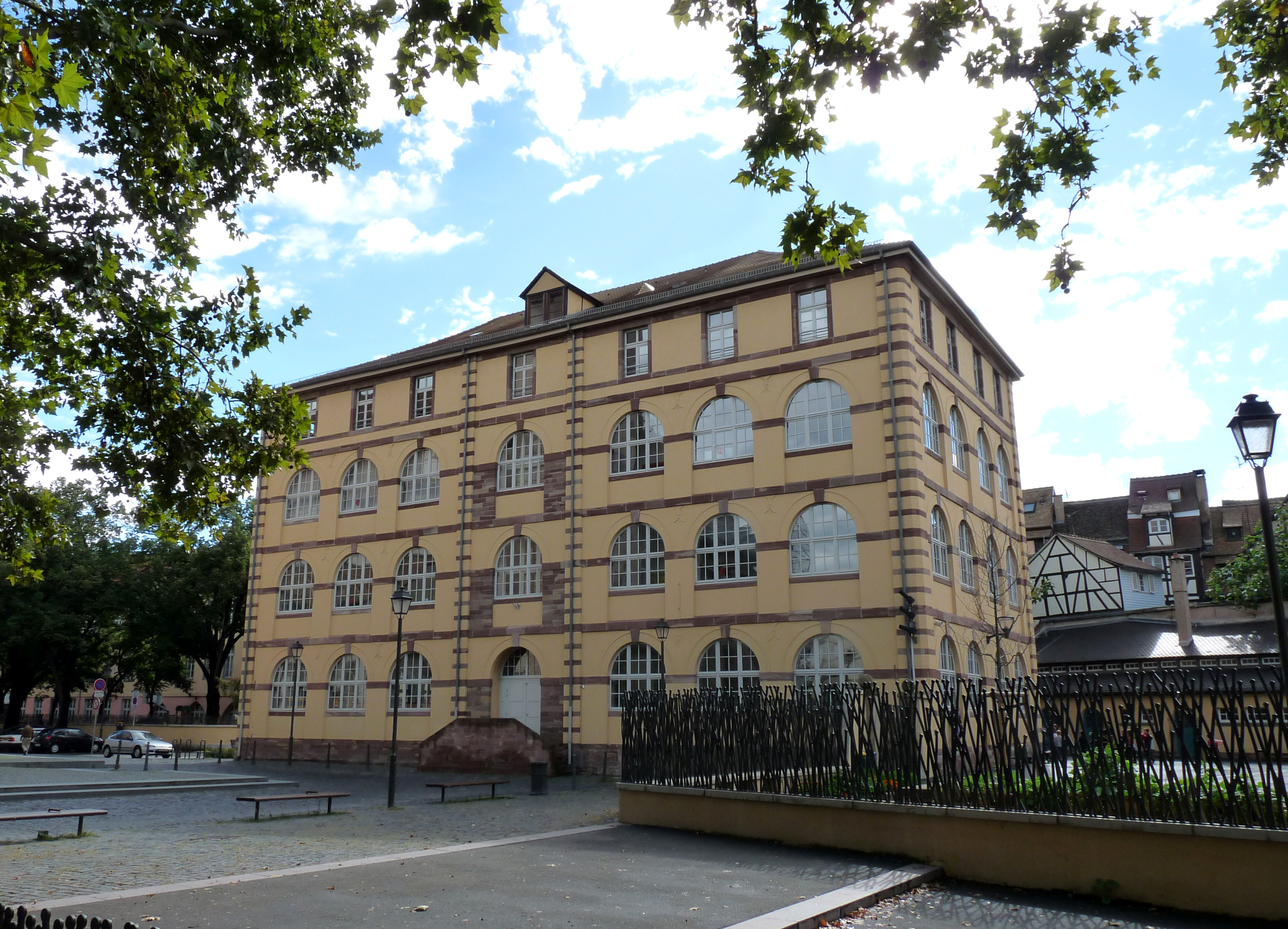
École primaire Sainte-Madeleine
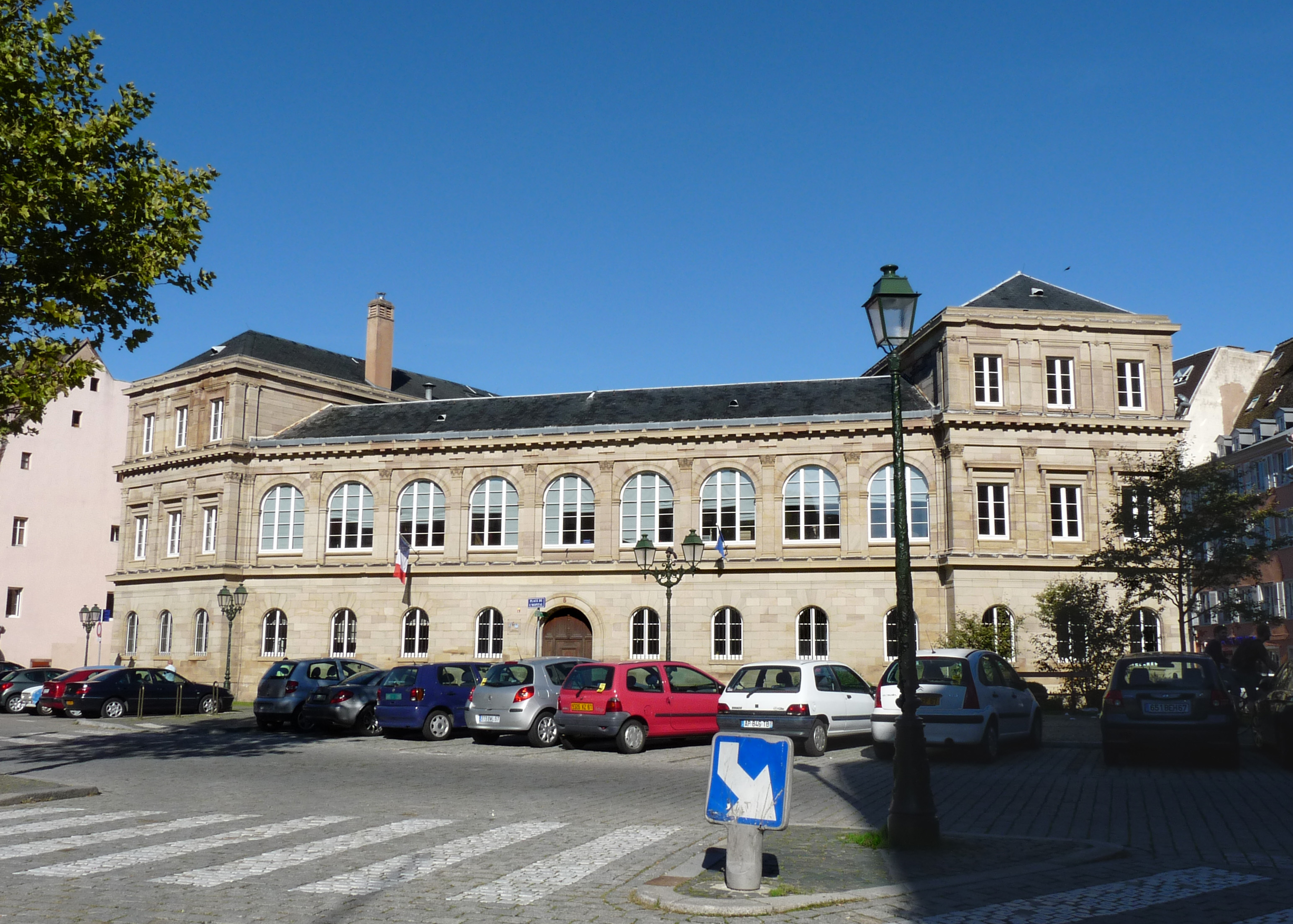
Ancienne École de médecine
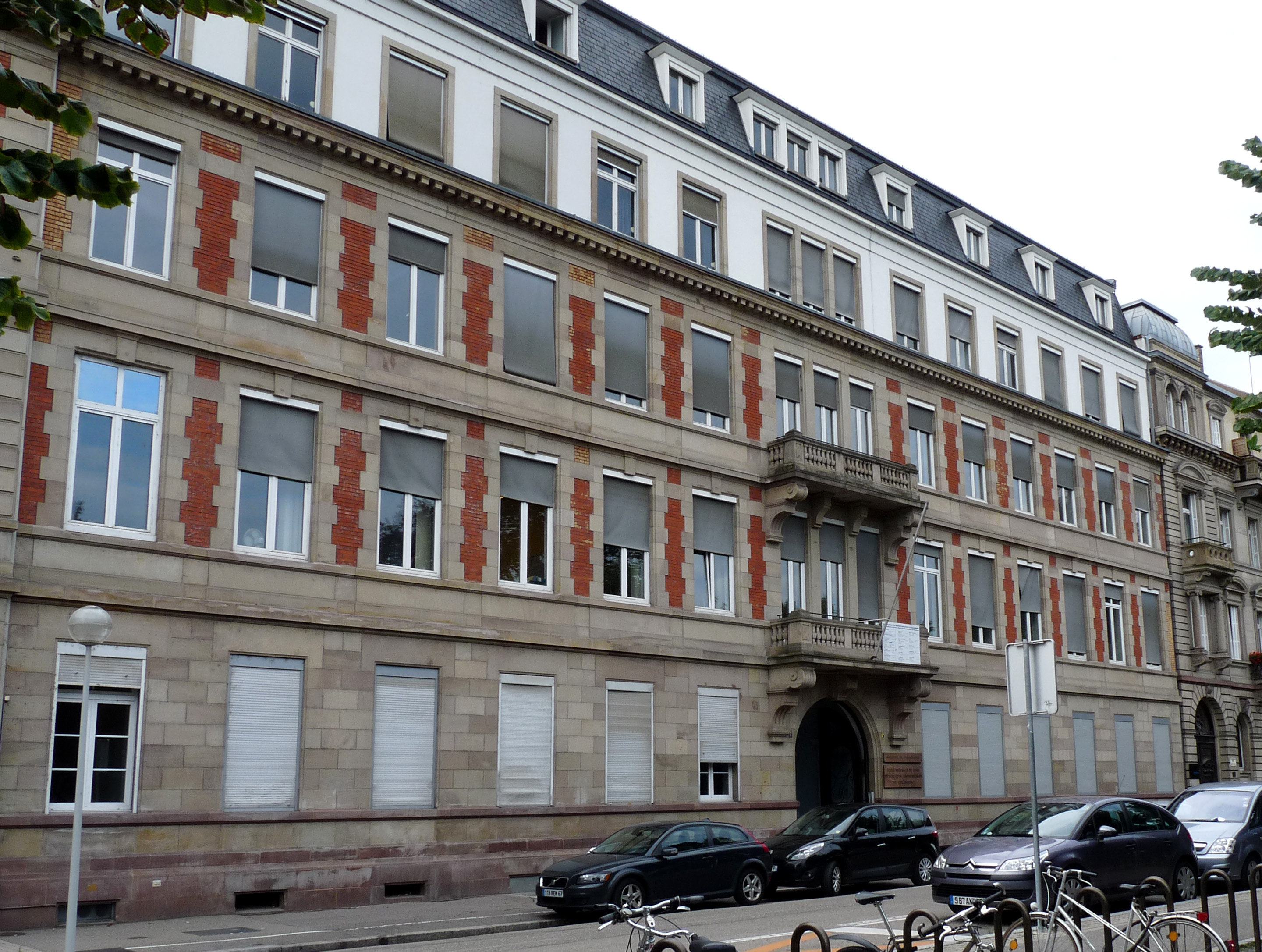
École nationale du génie de l'eau et de l'environnement de Strasbourg